# Шуле (Швейцарія)
Шуле (фр. Choulex) — громада  в Швейцарії в кантоні Женева.

## Географія
Громада розташована на відстані близько 125 км на південний захід від Берна, 6 км на схід від Женеви.
Шуле має площу 3,9 км², з яких на 15,3% дозволяється будівництво (житлове та будівництво доріг), 73,7% використовуються в сільськогосподарських цілях, 9,5% зайнято лісами, 1,5% не є продуктивними (річки, льодовики або гори).

## Демографія
2019 року в громаді мешкало 1188 осіб (+17,3% порівняно з 2010 роком), іноземців було 23,7%. Густота населення становила 304 осіб/км².
За віковим діапазоном населення розподілялося таким чином: 23% — особи молодші 20 років, 56,8% — особи у віці 20—64 років, 20,2% — особи у віці 65 років та старші. Було 436 помешкань (у середньому 2,7 особи в помешканні).
Із загальної кількості 169 працюючих 36 було зайнятих в первинному секторі, 41 — в обробній промисловості, 92 — в галузі послуг.